# Żankiel

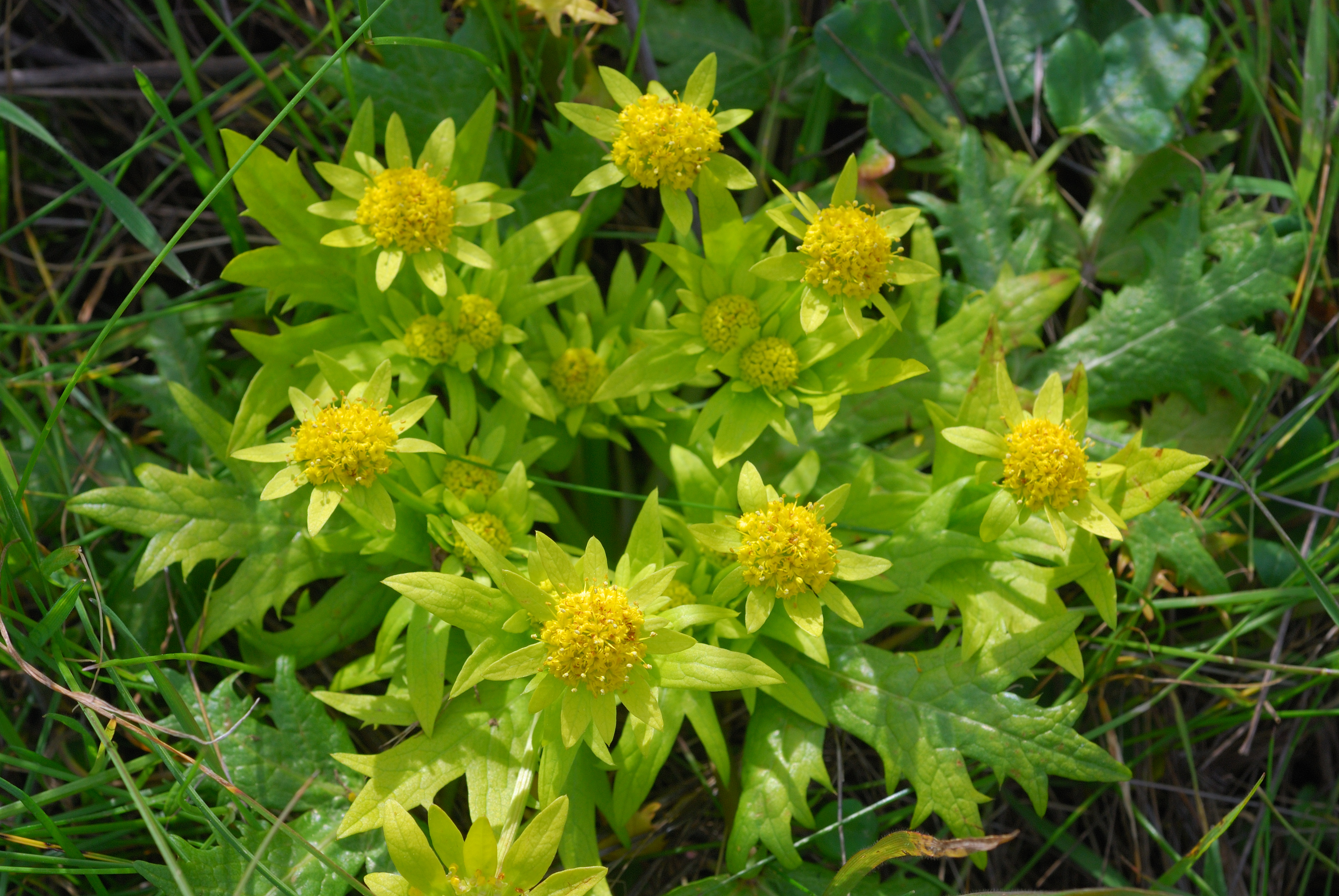
Sanicula arctopoides

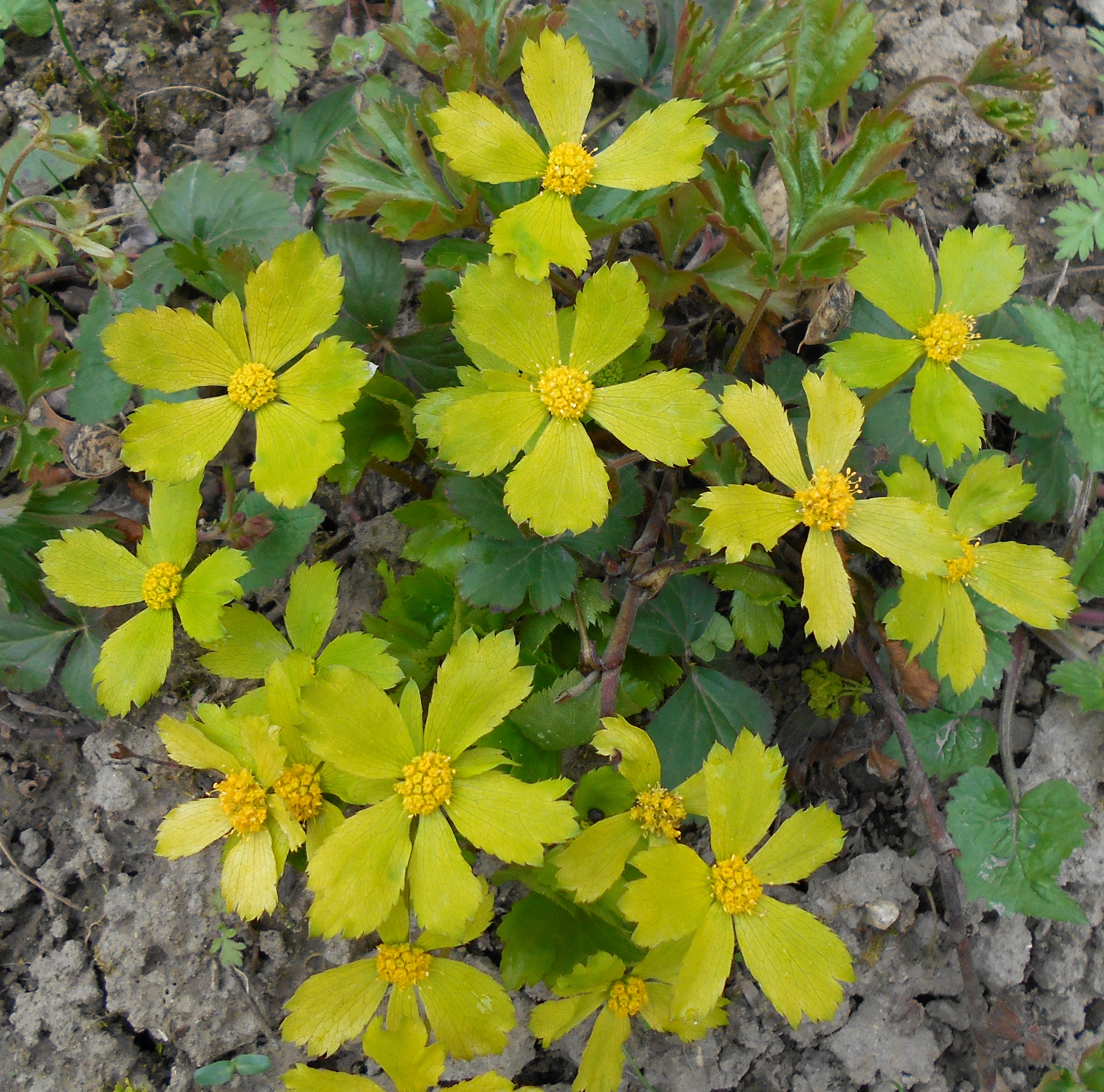
Cieszynianka wiosenna

Żankiel (Sanicula) – rodzaj roślin należący do rodziny selerowatych. Obejmuje 47 gatunków. Występują one na wszystkich kontynentach z wyjątkiem Australii i Antarktydy, głównie w strefie klimatu umiarkowanego. Najbardziej zróżnicowany jest w Kalifornii, gdzie rośnie 13 gatunków. We florze Polski należą tu dwa gatunki – żankiel zwyczajny S. europaea i cieszynianka wiosenna S. epipactis. Rośliny z tego rodzaju występują w formacjach leśnych i zaroślowych, czasem też w murawach górskich. Znaczenie użytkowe ma kilka gatunków wykorzystywanych jako lecznicze, w szczególności żankiel zwyczajny.

## Morfologia
PokrójRośliny dwuletnie i byliny, nagie, o pędach wyprostowanych lub podnoszących się. Osiągające do 0,8 m wysokości.
LiścieOgonkowe z błoniastymi zwykle pochwami, rzadziej niemal siedzące. Blaszka liściowa kolista lub pięciokanciasta, z nasadą zwykle sercowatą. Dłoniasto podzielona na 3 lub 5 odcinków, zwykle 3-wrębnych, na brzegach ząbkowanych. Większość liści wyrasta odziomkowo.
KwiatyDrobne, zebrane w pojedyncze lub złożone baldachy, z baldaszkami często niemal siedzącymi, stąd kwiatostany zbite, główkowate. Kwiaty obupłciowe (głównie w środkowej części baldachów) i tylko pręcikowe (na obrzeżach baldachów). Działki kielicha z wyraźnymi i trwałymi ząbkami. Płatki korony białe, zielonkawe, różowe, żółtawe lub jasnoniebieskie, łopatkowate lub owalne z zagiętymi końcami. Pręcików 5. Zalążnia dolna, dwukomorowa, w każdej z komór z pojedynczym zalążkiem. Słupki dwa, krótkie i odgięte.
OwoceRozłupki koliste lub elipsoidalne, gęsto szczecinkowate lub pokryte guzkami, za to z niepozornymi żebrami.

## Systematyka
Tradycyjnie, do końca XX wieku, wyodrębniano osobne rodzaje Sanicula i monotypową cieszyniankę Hacquetia z cieszynianką wiosenną H. epipactis. Gatunek ten okazał się jednak być blisko spokrewniony z żankielem zwyczajnym S. europaea (bliżej niż większość innych gatunków z rodzaju żankiel). Rodzaj Sanicula w analizach filogenetycznych jest dobrze potwierdzony jako takson monofiletyczny tylko w sytuacji, gdy cieszynianka jest do niego włączona. Cieszynianka była wyodrębniana na podstawie takich cech morfologicznych jak brak kolców na owocach i obecność bardzo okazałych podsadek. Żadna z tych cech nie jest jednak nietypowa dla rodzaju Sanicula – kolce na owocach zanikają w trzech liniach rozwojowych w obrębie tego rodzaju, a silnie rozwinięte podsadki występują także u Sanicula orthacantha i S. hacquetoides. Analizy molekularne wyraźnie potwierdzają zagnieżdżenie tego gatunku w rodzaju Sanicula.
Pozycja systematyczna według APweb (aktualizowany system APG IV z 2016)
Rodzaj należący do plemienia Saniculeae w podrodzinie Apioideae Burnett, z rodziny selerowatych (Apiaceae Lindl.), rzędu selerowców (Apiales Lindl.), kladu astrowych w obrębie okrytonasiennych.
Pozycja według systemu Reveala (1994–1999)
Gromada okrytonasienne (Magnoliophyta Cronquist), podgromada Magnoliophytina Frohne & U. Jensen ex Reveal, klasa Rosopsida Batsch, podklasa dereniowe (Cornidae Frohne & U. Jensen ex Reveal), nadrząd Aralianae Takht., rząd araliowce (Araliales Reveal), rodzina selerowate (Apiaceae Lindl.), podrodzina  Saniculoideae Burnett, plemię Saniculeae W.D.J. Koch, podplemię Saniculinae Coss & Germ., rodzaj żankiel (Sanicula L.).
Wykaz gatunków
- Sanicula arctopoides Hook. & Arn.
- Sanicula arguta Greene ex J.M.Coult. & Rose
- Sanicula astrantiifolia H.Wolff ex Kretschmer
- Sanicula azorica Guthnick ex Seub.
- Sanicula bipinnata Hook. & Arn.
- Sanicula bipinnatifida Douglas
- Sanicula canadensis L.
- Sanicula chinensis Bunge
- Sanicula coerulescens Franch.
- Sanicula crassicaulis Poepp. ex DC.
- Sanicula deserticola C.R.Bell
- Sanicula elata Buch.-Ham. ex D.Don
- Sanicula elongata K.T.Fu
- Sanicula epipactis (Scop.) E.H.L.Krause – cieszynianka wiosenna
- Sanicula europaea L. – żankiel zwyczajny
- Sanicula giraldii H.Wolff
- Sanicula graveolens Poepp. ex DC.
- Sanicula hacquetioides Franch.
- Sanicula hoffmannii (Munz) R.H.Shan & Constance
- Sanicula kaiensis Makino & Hisauti
- Sanicula kauaiensis H.St.John
- Sanicula laciniata Hook. & Arn.
- Sanicula lamelligera Hance
- Sanicula liberta Cham. & Schltdl.
- Sanicula marilandica L.
- Sanicula maritima Kellogg ex S.Watson
- Sanicula mariversa Nagata & S.M.Gon
- Sanicula moranii P.Vargas, Constance & B.G.Baldwin
- Sanicula odorata (Raf.) Pryer & Phillippe
- Sanicula orthacantha S.Moore
- Sanicula oviformis X.T.Liu & Z.Y.Liu
- Sanicula peckiana J.F.Macbr.
- Sanicula pengshuiensis M.L.Sheh & Z.Y.Liu
- Sanicula petagnioides Hayata
- Sanicula purpurea H.St.John & Hosaka
- Sanicula rubriflora F.Schmidt
- Sanicula rugulosa Diels
- Sanicula sandwicensis A.Gray
- Sanicula saxatilis Greene
- Sanicula serrata H.Wolff
- Sanicula smallii E.P.Bicknell
- Sanicula tienmuensis R.H.Shan & Constance
- Sanicula tracyi R.H.Shan & Constance
- Sanicula trifoliata E.P.Bicknell
- Sanicula tuberculata Maxim.
- Sanicula tuberosa Torr.
- Sanicula uralensis Kleopow ex Kamelin, Czubarov & Shmakov